# Мауріціо Саррі
Мауріціо Саррі (італ. Maurizio Sarri, італійська вимова: [mauˈrittsjo ˈsarri]; 10 січня 1959 року) — італійський професійний футбольний менеджер, який раніше очолював римське «Лаціо».

## Біографія
Батьки Мауріціо Саррі — прості робітники з Тоскани. Батько працював у компанії Italsider в Баньоле (район Неаполя). Кар'єра Саррі розвивалася в Фільїне-Вальдарно (Флоренція). Він поєднував гру за аматорську футбольну команду і кар'єру банкіра у Banca Monte dei Paschi di Siena у Тоскані, Лондоні, Швейцарії та Люксембурзі.
Саррі працював у банку вранці, і тренував вдень і увечері. У 1999 році, коли він почав тренувати клуб «Теголето», він вирішив кинути роботу у банку і присвятив своє життя виключно тренерській кар'єрі.

## Тренерська кар'єра

### Початок кар'єри: роки в Тоскані
На початку тренерскої кар'єри Мауріціо Саррі довелося керувати декількома невеликими клубами в Тоскані. У 2000 році він підписав контракт з «Сансовіно» з регіонального чемпіонату в Серії С2, який він очолював протягом трьох років.
Успіхи із «Сансовіно» привернули до  нього увагу більш великих клубів: у 2004 році він отримав запрошення від команди Серії С1 «Санджованезе».

### З Пескари в Сорренто
У 2005 році він перейшов до команди Серії B — «Пескари».
З 2005 по 2010 роки обіймав посаду головного тренера в декількох клубах Серії B і Серії С1. У 2010 році був головним тренером футбольного клубу «Алессандрія» в Лега Про Пріма Дівізіоне.
У липні 2011 року був призначений головним тренером «Соренто», іншого клубу Лега Про Пріма Дівізіоне. Він керував клубом лише до 14 грудня 2011 року і був звільнений без офіційних пояснень. Команда знаходилась на 4-му місці і це був гірший показник у порівнянні з попереднім сезоном.

### Емполі
У сезоні 2012-13 він був призначений головним тренером клубу Серії B — Емполі. У свій перший повний сезон на чолі команди, вивів «Емполі» на четверте місце і програв плей-оф за підвищення у класі «Ліворно». В наступному сезоні «Емполі» зайняло друге місце у підсумковій таблиці і отримало пряму путівку у вищий дивізіон, в результаті чого невеликий тосканський клуб повернувся до елітного дивізіону після 6 років відсутності. В наступному сезоні команді Саррі пророкували повернення до нижчого дивізіону, однак, попри негативні прогнози, «Емполі» зайняв 15-е місце і залишився у Серії А.

### Наполі
11 червня 2015 року Саррі залишив «Емполі» і підписав контракт з клубом з міста, де народився, — «Наполі». 
У першому сезоні в «Наполі» Мауріціо Саррі здобув неофіційний титул «зимового чемпіона», завершивши перше коло змагань на першому місці. Під керівництвом Саррі «Наполі» встановив новий клубний рекорд — 8 послідовних перемог в лізі. Згодом підписав новий 3-річний контракт і продовжував керувати «Наполі» до 2018 року.

### Челсі
Влітку 2018 року Саррі став головним тренером лондонського «Челсі». Під його керівництвом англійський клуб став переможцем Ліги Європи 2018/19.

### Ювентус
16 червня 2019 року Саррі покинув свій попередній клуб і підписав трирічний контракт з «Ювентусом». Утім вже по завершенні першого ж сезону роботи зі «старою сеньйорою», за результатами якого команда стала чемпіоном Італії, тренера було звільнено. Про це рішення було оголошено 8 серпня 2020 року, на наступний день після того, як «Ювентус» вибув з боротьби Ліги чемпіонів, поступившись ще на стадії 1/8 фіналу французькому «Ліону».

### Лаціо
9 червня 2021 року Мауріціо Саррі підписав 2-річний контракт з «Лаціо». 12 березня 2024 року після 4 поразок поспіль був звільнений.

## Скандали
Після гарячої суперечки 20 січня 2016 року між Мауріціо Саррі і головним тренером міланського «Інтера» Роберто Манчіні на останніх хвилинах в матчу Кубку Італії, Мауріціо Саррі звинуватили у гомофобії. Саррі відповів на звинувачення, заявивши, що він не гомофоб, і що «те, що відбувається на полі, залишається на полі». За свої дії Саррі був оштрафований на 20 000 євро і дискваліфікований на дві гри Кубка Італії та Серії А. У формулюванні присуду було зазначено, що головний тренер «Наполі» оштрафований «за вкрай образливі епітети на адресу тренера команди суперника».

## Відзнаки

### Тренер
Командні
- Переможець Ліги Європи УЄФА: 2018–19
- Чемпіон Італії: 2019–20

Індивідуальні
- Срібна лава: 2013-14,[16]
- Золота лава: 2015-16[17]
- Приз Енцо Беардзота: 2017[18]
- Тренер року у Серії А: 2016-17[19]